# Rohrau
Rohrau is een gemeente in de Oostenrijkse deelstaat Neder-Oostenrijk, gelegen in het district Bruck an der Leitha. De gemeente heeft ongeveer 1500 inwoners.
Rohrau heeft een oppervlakte van 20,47 km². Het ligt in het noordoosten van het land, in de buurt van de grens met Slowakije en de Oostenrijkse deelstaat Burgenland.
Rohrau is vooral bekend als de geboorteplaats van de componisten Joseph (1732-1809) en Michael Haydn (1737-1806). Het geboortehuis van Haydn is nu een museum over beide componisten.
Op oude etsen en archieven wordt het Haydn Gebürtshaus afgebeeld als een alleenstaand huis, midden in de velden. De ouders van Joseph Haydn waren boeren en toen was het gehucht nog niet wat het tegenwoordig is. Nu is zijn geboortehuis geheel omsloten in de dorpskern Rohrau.

## Geschiedenis
Au am Leithaberge · Bad Deutsch-Altenburg · Berg · Bruck an der Leitha · Enzersdorf an der Fischa · Göttlesbrunn-Arbesthal · Götzendorf an der Leitha · Hainburg an der Donau · Haslau-Maria Ellend · Hof am Leithaberge · Höflein · Hundsheim · Mannersdorf am Leithagebirge · Petronell-Carnuntum · Prellenkirchen · Rohrau · Scharndorf · Sommerein · Trautmannsdorf an der Leitha · Wolfsthal
- Gemeinsame Normdatei: 4509599-1
- MusicBrainz: cca887f7-eb85-4bf4-9e7d-8faea705082c
- Virtual International Authority File: 248718362